# Hartmann (Band)
Hartmann ist eine deutsche Melodic-Rock-Band, die 2004 vom namensgebenden Sänger, Produzenten, Arrangeur und Gitarristen Oliver Hartmann in Aschaffenburg gegründet wurde.

## Stil
Hartmann spielen eingängige, melodische Rockmusik im Stil von Toto, Bryan Adams oder Bon Jovi.
Auf der Live-DVD Handmade wurden alle Lieder in ein Akustik-Set umarrangiert und in Unplugged-Manier vorgetragen.

## Trivia
Hartmann teilte sich auf europaweiten Tourneen die Bühne mit Größen wie House of Lords, The Hooters, Uriah Heep, Y&T und Mother’s Finest und spielte als Support für Edguy, Jaded Heart u. v. m.
Das 2005 erschienenen Out in the Cold wurde vom Online-Magazin MelodicRock als bestes Debütalbum des Jahres gekürt und das darauf enthaltene Lied What If I zum Song of the Year 2005 gekürt.
Für das sechste Studio-Album initiierte Hartmann über die Plattform PledgeMusic ein Crowdfunding-Projekt, in dem für die Produktion monetäre Spenden gesammelt wurden. Als Gegenleistung bot die Band entsprechend der Spendenhöhe u. a. signierte CDs, Poster, Backdrops sowie Privatkonzerte, Gitarren- und Gesangsstunden an. Am 12. Mai 2018 wurde das gesteckte Ziel erreicht und Hands On The Wheel wurde planmäßig am 18. Mai 2018 veröffentlicht.

## Diskografie

### Alben
- 2005: Out in the Cold
- 2007: Home
- 2008: Handmade (Live)
- 2009: 3
- 2012: Balance
- 2013: The Best Is Yet to Come (Best-of)
- 2016: Shadows & Silhouettes
- 2018: Hands on the Wheel
- 2020: 15 Pearls and Gems
- 2022: Get over it

### DVDs
- 2008: Handmade